# Distrikt Máncora

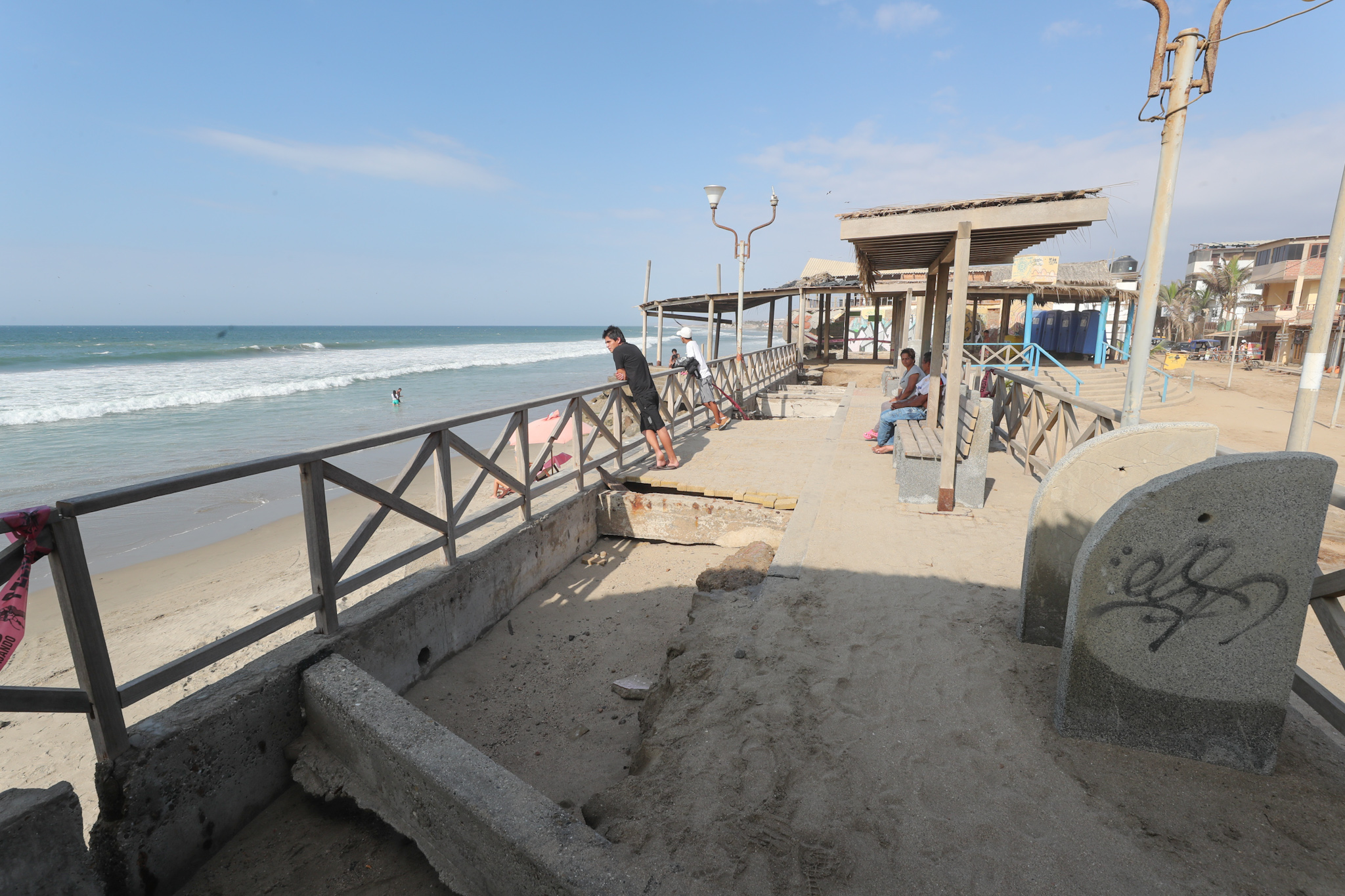
Strand bei Máncora

Der Distrikt Máncora liegt in der Provinz Talara der Region Piura in äußersten Nordwesten von Peru. Der Distrikt wurde am 11. Dezember 1964 gegründet. Er hat eine Fläche von 100,19 km². Beim Zensus im Jahr 2017 wurden 13.028 Einwohner gezählt. Im Jahr 1993 lag die Einwohnerzahl bei 7009, im Jahr 2007 bei 10.547. Verwaltungssitz des Distriktes ist die Küstenstadt Máncora mit 12.899 Einwohnern (Stand 2017).

## Geographische Lage
Der Distrikt Máncora liegt an der Pazifikküste im äußersten Norden der Provinz Talara. Er erstreckt sich über eine halbwüstenhafte Landschaft. Der Fluss Río Máncora verläuft entlang der nördlichen Distriktgrenze und mündet bei ausreichender Wasserführung im Norden des Distrikts ins Meer. Der Distrikt besitzt eine 9 km lange Küstenlinie und reicht bis zu etwa 21 km ins Landesinnere. An der Küste gibt es mehrere Badestrände. Die Nationalstraße 1N (Panamericana) verläuft unweit der Küste durch den Distrikt. Im Norden grenzt der Distrikt Máncora an den Distrikt Canoas de Punta Sal (Provinz Contralmirante Villar, Region Tumbes), im Osten an den Distrikt Marcavelica (Provinz Sullana) sowie im Süden an den Distrikt Los Órganos.